# Terry A. Davis
Terrence Andrew Davis (15. prosince 1969 West Allis, Wisconsin – 11. srpna 2018 The Dalles, Oregon) byl americký programátor, který vytvořil operační systém TempleOS. Vývoj byl komplikovaný, časově náročný a neobvyklý úkol pro jednu osobu. Davis také dokumentoval svoji práci na sociálních sítích. Projekt si získal mnoho fanoušků. Často o sobě říkal, že je nejchytřejší programátor, který kdy vůbec žil.

## Životopis

### Raný život
Terrence Andrew Davis se narodil 15. prosince 1969 ve West Aliss, Wisconsin. Byl součástí velké rodiny, narodil se jako sedmé dítě z osmi. Jeho otec pracoval jako průmyslový inženýr. Terry byl talentovaný již od dětství. Ve škole byl zařazen do třídy talentovaných dětí. Ve třídě měl přístup k počítači Apple II a zde si mladý Terry vytvořil lásku k počítačům. Jako náctiletý se naučil programovat v jazyce Assembly na počítači Commodore 64. Terry A. Davis vystudoval elektrotechniku na Arizonské Státní Univerzitě. Jeho IT kariéru zahájil v roce 1990 ve společnosti Ticketmaster, kde pracoval na firemním VAX operačním systému. V roce 1994 byl přeřazen do výzkumného oddělení, kde vyvíjel čtečky čárkového kódu. Ačkoliv vyrostl v katolické rodině, sám se považoval za ateistu, ale v roce 1996 znovu objevil boha. V roce 1996 míval Terry pravidelné záchvaty. Myslel si, že ho mimozemšťani a vládní agenti neustále pronásledují. Jednou ve svém záchvatu jel stovky kilometrů na jih bez jakéhokoliv cíle. Věřil, že byl jeho každý pohyb sledován. Terry se zastavil uprostřed pouště v Texasu, kde při hledání sledovacího zařízení rozebral své auto a následně odhodil klíčky od auta do pouště. Terry byl nabrán do policejního auta, poté co ho policista uviděl jít samotného po poušti. Po chvíli Terry vyskočil z auta a při nárazu si zlomil klíční kost. V nemocnici se jeho mentální stav ještě zhoršil. Terry utekl z nemocnice a pokusil se ukrást nákladní auto. Terry byl zatčen a následně převezen do psychiatrické léčebny. Terry byl diagnostikován s bipolární poruchou a později se schizofrenií. Terry se nastěhoval zpátky k rodičům, kde začal pracovat na vlastním CNC. Založil vlastní společnost Home Automation and Robotic Equipment (H.A.R.E). Na prototypu po roce přestal pracovat, když si uvědomil, že nemá naději uspět na komerčním trhu. V roce 1997 se jeho mentální problémy zlepšily, a tak začal zase pracovat. V roce 2002 si vzal Terry pauzu od práce, začal vyvíjet nový produkt pro jeho firmu H.A.R.E. Terry hodlal vyvinout jeho vlastní operační systém, který později přejmenoval na LoseThos. 

### LoseThos
V říjnu 2008 Terry vytvořil subreddit pro LoseThos. Terry zde začal pravidelně přidávat příspěvky propagující jeho operační systém. Avšak většina uživatelů jeho příspěvky buď ignorovali, anebo kritizovali. LoseThos byl naprogramován v upravené verzi jazyka C (později známý jako Holy C), operační systém byl naprogramován ve zhruba 100 tisíc řádků. Terry začal propagovat LoseThos na mnohých fórech jako např. Reddit, Hacker News a OSDev.org, avšak většina jeho účtu byla časem omezena nebo zablokována. V tuto dobu Terry začal vydávat svoje první videa na Youtube. Videa byla buď ukázkou LoseThosu, anebo různé návody pro něj. V roce 2011 začal jeho operační systém získávat první pozornost, když jeden z jeho fanoušků vytvořil návod, jak LoseThos naistalovat, díky tomu byl LoseThos zpřístupněn i méně technicky zdatným fanouškům. 

### SparrowOS
V září 2012 Terry představil svůj operační systém pod novým jménem SparrowOS. Terry pro něj vytvořil nový subreddit i nové účty na sociálních medií. Terry se stal populární na fóru KiwiFarms, které je zaměřeno na obskurní internetové osobnosti. 

### TempleOS
V březnu roku 2013 Terry znovu přejmenoval svůj operační systém. Nazval ho TempleOS. Terry se snažil dosáhnout většího dosahu, proto začal vydávat obsáhlou dokumentaci a také přidal spoustu nových funkcí a her, které se dají na TempleOS hrát. Jedna z těch her byla „After Egypt”, kterou Terry označil jako za nejvzrušující částí TempleOS. Později stejného roku Terry přidal na svoji webovou stránku podivné video, ve kterém prohlásil: „Boží chrám je dokončen. Nyní bože znič CIA než se rozšíří”. Později znovu změnil svoji stránku a byl očividný nový smysl TempleOS, nástroj ke promlouvání s bohem. Terry věřil, že náhodný generátor čísel, který vybírá verše z Bible mu umožní najít odpověď na jakoukoliv otázku. Na svém blogu se ukázala Terryho narcistická povaha, označil se zde jako za bohem vybraného programátora a také se prohlásil za nejlepšího programátora všech dob. Přirovnával se k autorům Bible a tvrdil, že pro něj nic není nemožné. Terry na své stránce vytvořil sekci požadavků, kde požadoval po Microsoftu, Intelu a dalších počítačových společností, aby TempleOS byl plně podporován a nastaven jako výchozí operační systém na všech zařízeních. V roce 2014 se jeho mentální stav začal rapidně zhoršovat. Jeho paranoia byla dosti zjevná. Terry věřil, že zaujmul pozornost Larryho Page a začal pro něj vydávat personalizovaná videa. V průběhu dvou měsíců pro něj Terry vydal celkem 106 videí. Díky těmto videím se Terry dostal do zájmu médií. Známý časopis Vice o něm vydal detailní článek. Terry si užíval zvýšenou pozornost. Začal vydávat videa s webkamerou, kde se začal nazývat „Veleknězem božího chrámu“. 

### Živá vysílání
Dne 16. března 2016 Terry začal streamovat na Youtube. Na jeho streamech Terry většinou pročítal různé blogy a fóra. Terry svoje kritiky začal nazývat „CIA negry“ a často rozebíral jeho podivné konspirační teorie. Terryho streamy se postupně staly téměř každodenními. Na jeho streamech mluvil o svém životě a o vývoji TempleOS a také často zmiňoval CIA. Terry si streamování zalíbil a někdy vysílal i 12 hodin v kuse. Terry se stal obětí spousty trollů, kteří ho od streamování vyrušovali, proto Terry začal vydávat vlogy. Ve svých vlogech často zpíval heavy metalové písničky, anebo se šel potulovat po obchodech. V jednou z jeho vlogů nazval kolemjdoucího Afroameričana „negrem“, což vyústilo v ostrou hádku. Krátce po tomto incidentu došlo k zablokování jeho Youtube kanálu. Terry začal vydávat videa na jeho webovou stránku TempleOS. 

### Pád Terryho Davise
Terry přestal brát prášky, které mu pomáhaly s jeho schizofrenií, a tak Terry postupně začal ztrácet kontakt s realitou. Terry začal žít v dodávce, kterou mu rodiče dali pro účely streamování. Dne 25. srpna 2017 byl Terry zatčen za napadení svého otce. Jeden z jeho fanoušků udělal sbírku a vyplatil ho ze vězení. Terry pokračoval ve vydávání videí. Terry na jeho streamech začal často masturbovat. V lednu 2018 Terry přestal streamovat. Díky tomu vznikaly různé spekulace, jestli Terry je stále naživu. Jeho abstinence od streamování byla způsobena stěhováním z Las Vegas do Oregonu. V březnu Terry opět začal streamovat. Terryho stav se začal zase rapidně zhoršovat, již ani nedokázal formulovat smysluplné věty. Terry zemřel 11. srpna 2018 na následky srážky s vlakem. Je nejisté, jestli to byla nehoda, anebo sebevražda. Krátce před incidentem Terry vydal sebereflektivní video, ve kterém prohlásil, že už nechce zamořovat internet svými názory.